# Gerhard Melcher
Gerhard Melcher (ur. 22 kwietnia 1965) – niemiecki narciarz, specjalista narciarstwa dowolnego. Najlepszy wynik na mistrzostwach świata osiągnął podczas mistrzostw w Altenmarkt, gdzie zajął 11. miejsce w skokach akrobatycznych. Nigdy nie startował na igrzyskach olimpijskich. Najlepsze wyniki w Pucharze Świata osiągnął w sezonie 2000/2001, kiedy to zajął 42. miejsce w klasyfikacji generalnej.

## Sukcesy

### Mistrzostwa Świata
| Miejsce | Dzień       | Rok  | Miejscowość | Konkurencja        | Zwycięzca        |
| ------- | ----------- | ---- | ----------- | ------------------ | ---------------- |
| 15.     | 17 lutego   | 1991 | Lake Placid | Skoki akrobatyczne | Philippe LaRoche |
| 11.     | 14 marca    | 1993 | Altenmarkt  | Skoki akrobatyczne | Philippe LaRoche |
| 20.     | 9 lutego    | 1997 | Iizuna      | Skoki akrobatyczne | Nicolas Fontaine |
| 28.     | 20 stycznia | 2001 | Whistler    | Skoki akrobatyczne | Alaksiej Hryszyn |

### Puchar Świata

#### Miejsca w klasyfikacji generalnej
- 1990/1991 – 105.
- 1991/1992 – 111.
- 1992/1993 – 68.
- 1993/1994 – 111.
- 1994/1995 – 74.
- 1995/1996 – 57.
- 1996/1997 – 64.
- 1997/1998 – 66.
- 1999/2000 – 45.
- 2000/2001 – 42.
- 2001/2002 – -

#### Miejsca na podium
1. Hasliberg – 7 marca 1998 (Skoki akrobatyczne) – 3. miejsce